# Étienne Decaux
Pour les articles homonymes, voir Decaux.
Étienne Decaux (1926-1976) est un linguiste et grammairien français spécialiste de langue polonaise, professeur à l'École nationale des langues orientales vivantes jusqu'en 1973, succédant ainsi à Henri Grappin, et, de 1972 à 1976, à l'université de Nancy II.
Alors étudiant en Pologne, il fut emprisonné par les autorités communistes en 1949 et 1950 avant d'être expulsé du pays.
Il s'est également beaucoup intéressé aux amblyopes et aveugles et aux systèmes d'écriture destinés à ces personnes (sujet de sa thèse de doctorat).

## Éléments de bibliographie
- Morphologie des enclitiques polonais, 1956, 238 pages, avec 5 cartes (ouvrage couronné par l’Institut de France : prix Volney).  (ISBN 2-720-40015-7)
- Le braille dans les langues slaves, 1956, 160 pages et un hors-texte.  (ISBN 2-720-40016-5)
- Leçons de grammaire polonaise, 6e édition, 2002, 208 pages.  (ISBN 2-720-40362-8)